# Sobrealimentador

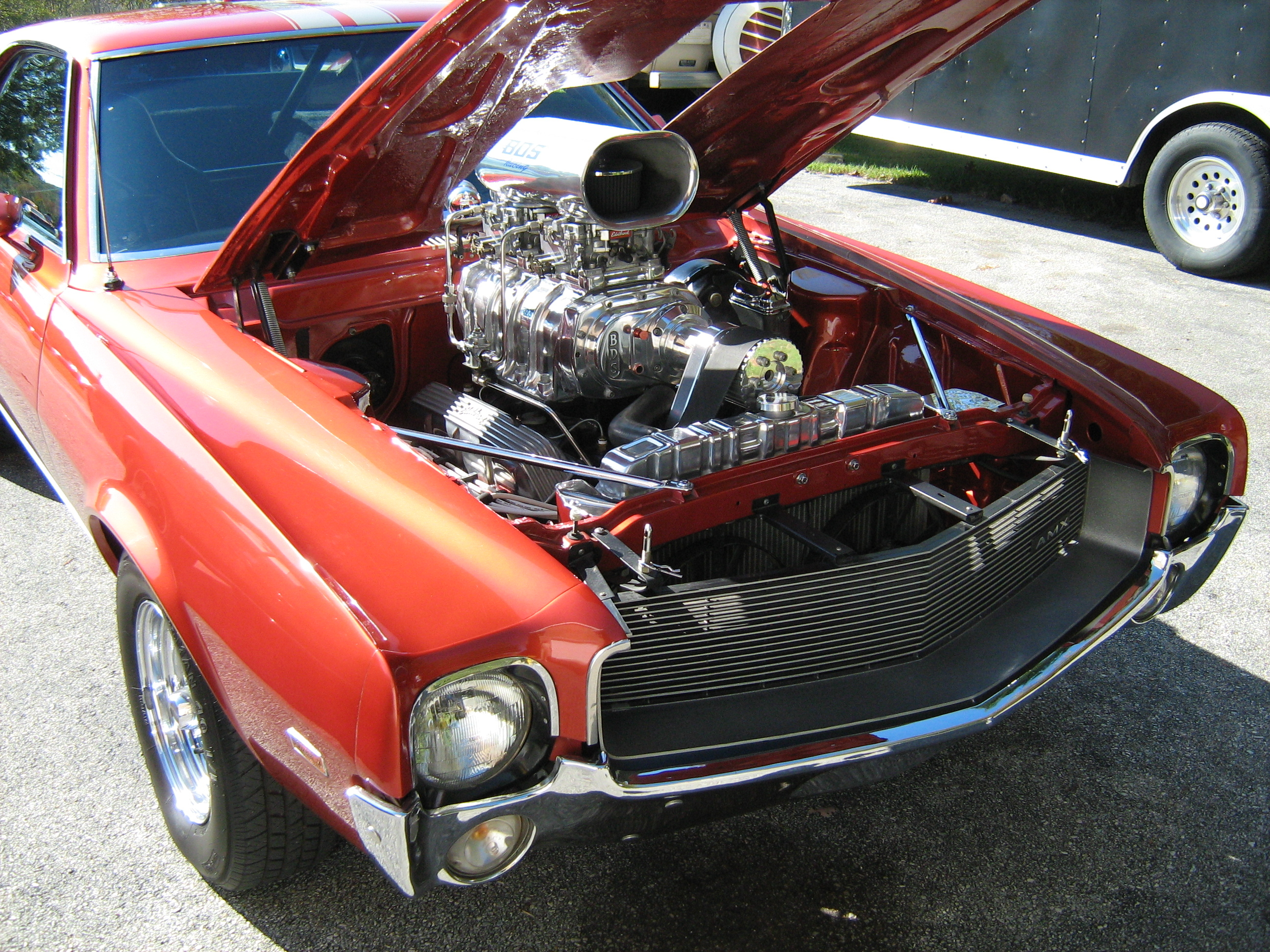
Sobrealimentador instalado en un motor AMC V8 estadounidense para carreras de aceleración Dragster.

Un sobrealimentador (frecuentemente llamado en Hispanoamérica supercargador, como traducción de la palabra inglesa supercharger[cita requerida]) es un compresor instalado en un motor de combustión para generar una sobrealimentación, aumentando así su potencia específica.(En Argentina también es conocido como "compresora")  
La energía para el sobrealimentador se proporciona mecánicamente por medio de correas, cadenas o ejes conectados al cigüeñal del motor. Dependiendo de qué tipo de sobrealimentador sea, en el caso de uno centrífugo esta energía hace girar un rotor con álabes que introduce aire a presión al motor. Esto da a cada ciclo de admisión del motor más oxígeno, permitiendo que se queme más combustible y que haga más trabajo, lo que aumenta la potencia del mismo.

## Inicios

Los sobrealimentadores en la década de los 90' son simplemente compresores de aire que reciben su mando del motor, es decir, se alimentan de la fuerza del motor. Usado en los coches de pasajeros, los sobrealimentadores reciben la fuerza por una correa desde el eje del cigüeñal, a un ritmo que va a la velocidad del motor. Aunque cierta potencia del motor es consumida por el sobrealimentador, la ganancia de potencia obtenida es superior.
Hay varios tipos de diseños de sobrealimentadores, y el más común es la variedad Rootes. En este diseño, la potencia del motor activa un eje que atraviesa toda la longitud de la cubierta del sobrealimentador. Este eje se acopla a través de engranajes a un segundo eje, paralelo a él, también dentro de la cubierta. Ambos ejes tienen rotores con lóbulos que son los que se acoplan entre sí, como un engranaje muy grueso del tipo de 2 o 3 dientes. 
Los rotores dan vuelta de manera que los lóbulos se separen justo en la admisión de la cubierta, absorbiendo aire dentro de ésta. A medida que los rotores giran y sus lóbulos se separan uno de otro, cada uno lleva al interior de la cubierta el aire fresco atrapado en sus lóbulos. Cuando los lóbulos se vuelven a encontrar en el escape de la cubierta, los lóbulos mezcladores de los rotores obligan el aire a fluir dentro del múltiple de admisión.
El girar constante de los rotores trae más aire dentro del motor del que este puede consumir, lo que ocasiona que la acumulación de aire ejerza presión sobre el múltiple. Cuando las válvulas individuales de admisión de los cilindros se abren, el aire a presión es forzado dentro de los cilindros.
Para prevenir los incrementos de presión peligrosos en la admisión, una válvula controlada por el ordenador del motor se abre, permitiendo que el aire recircule de nuevo hacia el lado de admisión del sobrealimentador. Esta válvula también regula el nivel de refuerzo según las condiciones de funcionamiento del motor.
Como el sobrealimentador está conectado directamente al motor por medio de una correa, su refuerzo se consigue a todas las velocidades del motor. Esto proporciona un mejor rendimiento en toda la gama de velocidades, incluyendo las de crucero.